# Bobritzsch-Hilbersdorf
Bobritzsch-Hilbersdorf est une commune de Saxe (Allemagne), située dans l'arrondissement de Saxe centrale, créée le 1er janvier 2012 par la fusion des communes de Bobritzsch et de Hilbersdorf.

## Géographie
La commune est située au sud-ouest de Dresde et à l’est de Freiberg. La rivière Bobritzsch traverse son territoire du sud au nord, la Freiberger Mulde forme parti de sa limite ouest. La route principale est la S208 qui suit largement le cours de la Bobritzsch, traverse les villages de Oberbobritzsch, Noederbobritsche et Naundorf et rejoint la route fédérale B173 au nord-ouest du dernier. La commune est traversée par le chemin de fer entre Dresde et Werdau, mais ne possède pas une station sur cette ligne.
Les communes voisines sont Halsbrücke, Tharandt, Klingenberg, Frauenstein, Lichtenberg/Erzgeb., Weißenborn/Erzgeb. et Freiberg.

## Histoire
Les communes de Naundorf, Niederbobritzsch, Oberbobritzsch et Sohra s'unissent à la commune Bobritzsch en 1994. Le 1er janvier 2012 Bobritzsch fusionne avec Hilbersdorf au commune Bobritzsch-Hilbersdorf.

## Personnalités liées à la ville
- Hermann Mulert (1879-1950), théologien né à Niederbobritzsch.